# جزيرة بالو

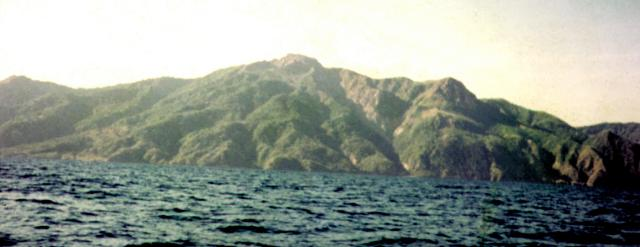
البركان روكاتندا في جزيرة بالو

جزيرة بالو تقع شمال جزيرة فلوريسفي بحر فلوريس وهي جزء من جزر سوندا الصغرى وتتبع مقاطعة نوسا تنقارا الشرقية بإندونيسيا.
تبلغ مساحة الجزيرة 41 كلم² وعدد سكانها 10000 نسمة في قراها الجبلية الثمانية. لا توجد طرق أو المركبات في الجزيرة. ويمكن الوصول إلى الجزيرة من مدينة موامير في فلوريس، والتي تأخذ ست ساعات بواسطة زورق خشبي.
ويقع البركان روكاتندا في المنطقة الشمالية من الجزيرة.